# Burgwall Altkalen
Der Burgwall von Altkalen, einem Ortsteil der Gemeinde Altkalen im Landkreis Rostock, befindet sich am südöstlichen Rand des Ortes am Altkalener See. 
Die Überreste der einstigen Niederungsburg werden auch als Schlossberg bezeichnet. Angelegt wurde die Anlage nachweislich von den Slawen. Im christlichen Mittelalter wurde das Gelände als deutsche Festung weiter genutzt. Fürst Heinrich Borwin III. zu Rostock ließ nach 1236 anstelle der alten Slawenburg eine neue stark befestigte Burg anlegen.
1253 wurde der Burgsiedlung das Lübische Stadtrecht verliehen. Allerdings wurde der Ort 1281 als Stadt aufgegeben und zum heutigen Neukalen verlegt. Altkalen verfiel damit wieder zum Dorf. Heute erkennt man von der einstigen Burg ein bis zu 4 Meter hohes Plateau mit einem Durchmesser von bis zu 100 Metern. Wall- und Steinreste sind nicht mehr erkennbar. Der Burgwall von Altkalen hat eine täuschende Ähnlichkeit mit dem Burgwall Möllenhagen bei Waren.